# ハスリンボーイ
『ハスリンボーイ』は原作 草下シンヤ、漫画 本田優貴による漫画。『週刊ビッグコミックスピリッツ』（小学館）にて、2018年23号から2019年29号まで連載された。
WOWOWの「連続ドラマW-30」枠にて実写ドラマ化され、2024年11月より放送された。

## あらすじ
タモツは道具屋をやっているが、池袋の裏社会で起きた事件に巻き込まれる。

## 登場人物
久保田タモツ
アキヒロ
田辺ケンゴ
目良
間宮

## 書誌情報
- 原作： 草下シンヤ、漫画： 本田優貴『ハスリンボーイ』 小学館〈ビッグコミックス〉、全4巻
  1. 2018年8月発行（2018年7月30日発売[4]）、ISBN 978-4-09860043-4
  2. 2018年12月発行（2018年12月3日発売[5]）、ISBN 978-4-09860135-6
  3. 2019年3月発行（2019年2月28日発売[6]）、ISBN 978-4-09860236-0
  4. 2019年8月発行（2019年7月30日発売[7]）、ISBN 978-4-09860364-0

## テレビドラマ
2024年11月1日から12月20日までWOWOWの「連続ドラマW-30」枠にて放送された。主演は間宮祥太朗。

### キャスト

#### 主要人物
久保田タモツ
演 - 間宮祥太朗
主人公。大学生。
里中由佳子
演 - 横田真悠
タモツの大学の同級生。
ウツロ
演 - 一ノ瀬颯
謎の青年。

#### 周辺人物
九条
演 - 玉山鉄二
伝説の道具屋。タモツに裏社会のイロハを教える。
村田
演 - 竹原ピストル
偽造師。道具屋が売りさばく違法な"道具"を制作する。
目良
演 - 後藤剛範
ウツロの相棒。

#### ヤクザ
アキヒロ
演 - 毎熊克哉
池袋で最も勢いのある半グレ集団「侘威蛾」のカリスマボス。
百瀬
演 - 駿河太郎
池袋を牛耳るヤクザ「牛頭組」の若頭。
松丸
演 - 遠藤雄弥
牛頭組とともに二大ヤクザとして恐れられる「神保会」の組長。
田辺ケンゴ
演 - 武田航平
侘威蛾のメンバー。アキヒロを崇拝している子分。
加茂
演 - 山口祥行
牛頭組の組長。

### スタッフ
- 原作 - 草下シンヤ、本田優貴『ハスリンボーイ』（小学館ビッグスピリッツコミックス刊）
- 監督 - 鈴木浩介
- 脚本 - 小寺和久、掛須夏美
- 音楽 - 堤裕介
- 警察監修 - 高柳美絵
- 医療指導 - 山本昌督、松島由貴子
- チーフプロデューサー - 青木泰憲
- プロデューサー - 廣瀬眞子、笠置高弘、河相沙羅
- 製作 - WOWOW、 トライストーン・エンタテイメント

### 放送日程
| 各話   | 放送日   | 脚本     |
| ------ | -------- | -------- |
| 第1話  | 11月01日 | 小寺和久 |
| 第2話  | 11月08日 | 小寺和久 |
| 第3話  | 11月15日 | 小寺和久 |
| 第4話  | 11月22日 | 小寺和久 |
| 第5話  | 11月29日 | 掛須夏美 |
| 第6話  | 12月06日 | 掛須夏美 |
| 第7話  | 12月13日 | 小寺和久 |
| 最終話 | 12月20日 | 小寺和久 |